# Melissa (Texas)
Pour les articles homonymes, voir Melissa.
La ville de Melissa est située dans le comté de Collin, dans l’État du Texas, aux États-Unis. Sa population s’élevait à 4 695 habitants lors du recensement de 2010, estimée à 10 199 habitants en 2018.

## Source
- (en) Cet article est partiellement ou en totalité issu de l’article de Wikipédia en anglais intitulé « Melissa, Texas » (voir la liste des auteurs).

1. ↑  (en) « Population and Housing Unit Estimates » (consulté le 30 mai 2019)
2. ↑  (en) « Census of Population and Housing », Census.gov (consulté le 4 juin 2015)